# Charles-Pierre-Paul Savalette de Langes
Charles-Pierre-Paul, marquis de Savalette de Langes, né à Tours le 21 septembre 1745 et mort le 11 décembre 1797, est une personnalité de la franc-maçonnerie française. Fils aîné de Charles-Pierre Savalette de Magnanville (1713-1790), il reçoit en 1756, la charge héréditaire de gardien du Trésor royal, qu'il détient sous les règnes de Louis XV et Louis XVI.

## Biographie
Chevalier baron de Langes et marquis de Savalette, il est conseiller au Parlement de Paris en mars 1766. Lors de la réforme des caisses du Trésor royal en 1788, il devient l'un des quatre administrateurs chargés d'un caisse auxiliaire. La fortune de son père favorise ses goûts de faste et de vie sentimentale désordonnée sans l’empêcher d’être l'un des francs-maçons les plus actifs et généreux de son temps. Avant de soutenir les idées de la Révolution française, il est capitaine des Gardes nationales du bataillon de Saint-Roch et aide de camp de La Fayette. Il fréquente les clubs réformistes comme le club de Valois et reste l'ami d'hommes proches du pouvoir.
Selon l'auteur Philippe Di Folco,  Henriette-Jenny Savalette de Lange serait une enfant naturelle.

## Franc-maçonnerie
Initié dans la loge des « Amis indissolubles » à Lille le 15 mai 1766, il est membre et cofondateur de la loge « les Amis réunis » en 1773, qui réunit des membres de hautes fonctions de la monarchie française et qui compte entre autres le Vicomte de Tavannes, Antoine Court de Gébelin, Claude Baudard de Saint-James, le président d’Hericourt, et le Prince Charles de Hesse-Rheinfels-Rotenburg. Il fonde le régime des Philalèthes, dont  le martinisme constitue un des fondements. Après la création de ce nouveau régime, des contacts avec des personnalités comme Cagliostro, Mesmer, et Louis-Claude de Saint-Martin sont établis, qui ne sont pas toujours suivis de relation plus approfondies. Il préside également le congrès philosophique et maçonnique de Paris qui se réunit en 1785 et 1787.
Les histoires du maçon Savalette, du Grand orient, et des « Amis réunis » se mêlent de 1773 à 1793. Cofondateur et officier de 1783 à la révolution de la loge « L'olympique de la Parfaite Estime », fondateur et commissaire du comité de la Maçonnerie et la Société Olympique qui compte en 1786 plus de 400 membres. Cofondateur de la société para-maçonnique d'entraide et de bienfaisance dont il est plusieurs fois président : « La Maison Philanthropique ». Député et officier du Grand Orient de France pendant de nombreuses années, premier surveillant de la Chambre des Grades en 1782, il participe à la codification des grades et ordres du Rite français. Il est jusqu’à la dispersion des philalèthes et des événements de la capitale un infatigable animateur de la maçonnerie française. À la fin de la Terreur, l’échec relatif du dernier convent philosophique des philalèthes en 1787, ses activités profanes et ses amours avec Geneviève-Louise Hatry (1767-1832) avec qui il a plusieurs enfants naturels qu'il reconnaît, ne lui laissent ni l'envie, ni le loisirs de s'intéresser au redressement d'une franc-maçonnerie qui l'a tour à tour enchantée et désabusée, par indifférence ou incompréhension.